# 1697 w sztukach plastycznych
Wydarzenia w sztukach plastycznych i wizualnych w 1697 roku.

## Malarstwo

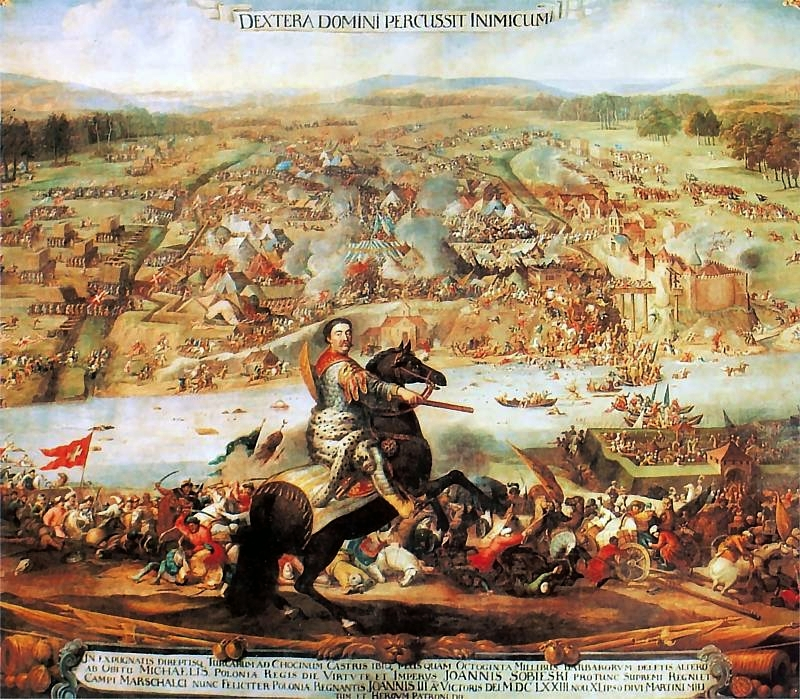
Andrzej Stech, Ferdinand van Kessel Bitwa pod Chocimiem w 1673 roku

- Andrzej Stech

Bitwa pod Chocimiem w 1673 roku (przed 1697, razem z Ferdinandem van Kesselem) – olej na płótnie, 550×675 cm